# Gold (BZN)
Gold is een verzamelalbum van hits van BZN uit de periode 1987-1992, uitgebracht op cd en MC. 11 van de 18 tracks op deze cd zijn Top 40-hits geworden. Deze uiterst succesvolle cd stond 3 weken op 1 in de Album top 100 en 5 weken op 1 in de Mega Album top 100. In beide albumcharts stond dit album in totaal ongeveer 30 weken. De cd Gold is beloond met Platina.
De cd Gold werd in Nederland, Zuid-Afrika, Duitsland en Zimbabwe uitgebracht.
In 2000 is Gold samen met de cd More Gold opnieuw uitgebracht in een box.

## Tracklist
1. My number one [J. Veerman/J. Keizer/J. Tuijp]
2. Che Sarà [J. Veerman/J. Keizer/J. Tuijp]
3. Wheels on fire [J. Veerman/J. Keizer/J. Tuijp]
4. Help me [J. Veerman/J. Keizer/J. Tuijp]
5. She's a queen [D. Plat/J. Veerman/J. Keizer/J. Tuijp]
6. Over the hills [J. Veerman/J. Keizer/J. Tuijp]
7. El Cordobes [D. Plat/J. Veerman/J. Keizer/J. Tuijp]
8. Tonight [J. Veerman/J. Keizer/J. Tuijp]
9. Amore [Th. Tol/J. Tuijp/C. Tol]
10. A matter of a wonder [J. Veerman/J. Keizer/J. Tuijp]
11. It happened 25 years ago [J. Veerman/J. Keizer/J. Tuijp]
12. Aloha hé [J. Veerman/J. Keizer/J. Tuijp]
13. If I had only a chance [J. Veerman/J. Keizer/J. Tuijp]
14. A summernight with you [J. Veerman/J. Keizer/J. Tuijp]
15. La primavera [J. Veerman/J. Keizer/J. Tuijp/Ton Doodeman]
16. Nathalie [J. Veerman/J. Keizer/J. Tuijp]
17. Yeppa [J. Veerman/J. Keizer/J. Tuijp]
18. Au revoir - Auf Wiedersehen [J. Veerman/J. Keizer/J. Tuijp]